# Lundegård (Nørre Broby Sogn)
 For alternative betydninger, se Lundegård. (Se også artikler, som begynder med Lundegård)
Lundegård er en Hovedgård, som er dannet i 1577 af Erik Venstermand. Gården er helt i 
egebindingsværk og ligger i Nørre Broby Sogn, Sallinge Herred, Broby Kommune. Hovedbygningen er opført i 1702 og parken er på 5,5 hektar.

## Ejere af Lundegård
- (1577-1590) Erik Venstermand
- (1590-1602) Ludvig Munk
- (1602-1607) Ellen Marsvin gift (1) Munk (2) Rud
- (1607-1611) Knud Rud
- (1611-1649) Ellen Marsvin gift (1) Munk (2) Rud
- (1649-1658) Kirsten Ludvigsdatter Munk
- (1658) Christiane Munk gift Sehested
- (1658-1664) Hannibal Sehested
- (1664-1702) Christian Urne
- (1702-1711) Peder Nielsen Smidt
- (1711-1740) Else Cathrine Nielsdatter Smidt gift Petersen
- (1740-17XX) Annike Petersen gift von Neuberg
- (17XX-1749) Adolph von Neuberg
- (1749-1752) Annike Petersen gift von Neuberg
- (1752-1964) Lundegaard Stiftelse
- (1964-2002) Jørgen Christensen
- (2002-2003) Claus Christensen
- (2003-) Christian Pilegaard Hansen